# Prowincja Chupaca
Prowincja Chupaca (hiszp. Provincia de Chupaca) – jedna z dziewięciu prowincji, które tworzą region Junín w Peru.

## Podział administracyjny
Prowincja Chupaca dzieli się na 9 dystryktów:
- Chupaca
- Ahuac
- Chongos Bajo
- Huachac
- Huamancaca Chico
- San Juan de Yscos
- San Juan de Jarpa
- Tres de Diciembre
- Yanacancha